# Elbigenalp
Elbigenalp est une commune autrichienne du district de Reutte dans le Tyrol.

## Géographie
Située dans la vallée du Lech, la commune est composée de six villages et hameaux se succédant au fond de la vallée, à savoir, d'aval en amont : Köglen (rive gauche du Lech, 88 habitants), Elbigenalp (rive gauche, 401 hab.), Untergiblen (rive gauche, 184 hab.), Untergrünau (rive droite, 91 hab.), Obergrünau (rive droite, 56 hab.) et Obergiblen (rive gauche, 69 hab.).

## Histoire
Le village, dont le nom est dérivé de Eelbigen Alp ou elmige Alpe = « Alpe aux Ormes » – d'où le blason –, est mentionné pour la première fois en 1312. Il devient vite le centre politique et ecclésiastique d'une importante paroisse occupant une bonne partie de la vallée du Lech. Elbigenalp est connue pour ses maisons ornées de fresques et de stucs et la renommée de ses artisans dépassait les frontières.

## Église paroissiale Saint-Nicolas
Son église Saint-Nicolas était dès 1312 le siège de la première paroisse de la vallée du Lech. Construite vers 1300, agrandie au XVe siècle, puis en 1674 (inscription sur le mur nord), elle fut ornée en 1775/76 de fresques dues à Johann Jakob Zeiller, qui en font un bijou de l'art baroque. La voûte de la nef représente le « Triomphe de la rédemption par Jésus-Christ ».

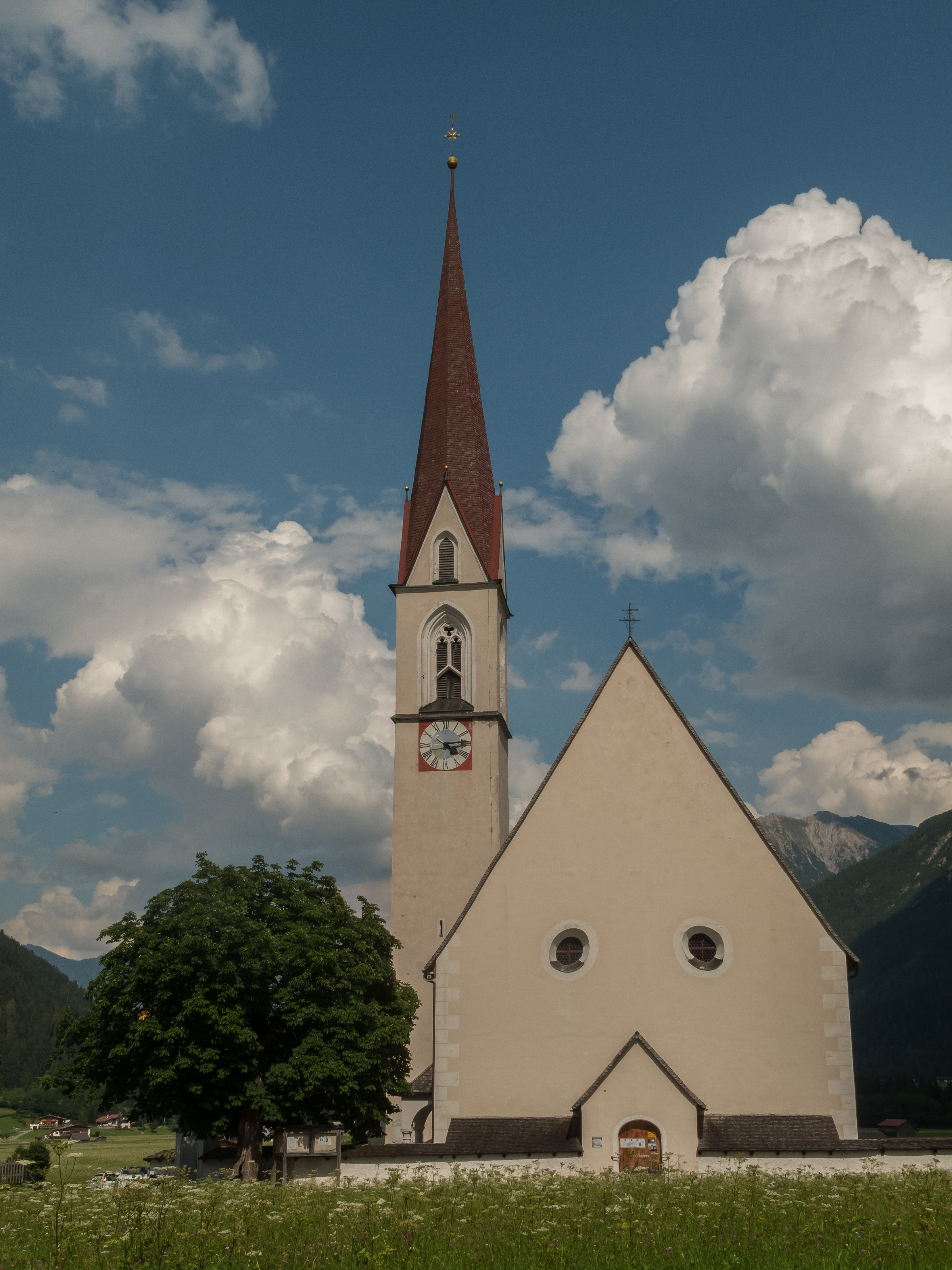
L'église paroissiale Saint-Nicolas.
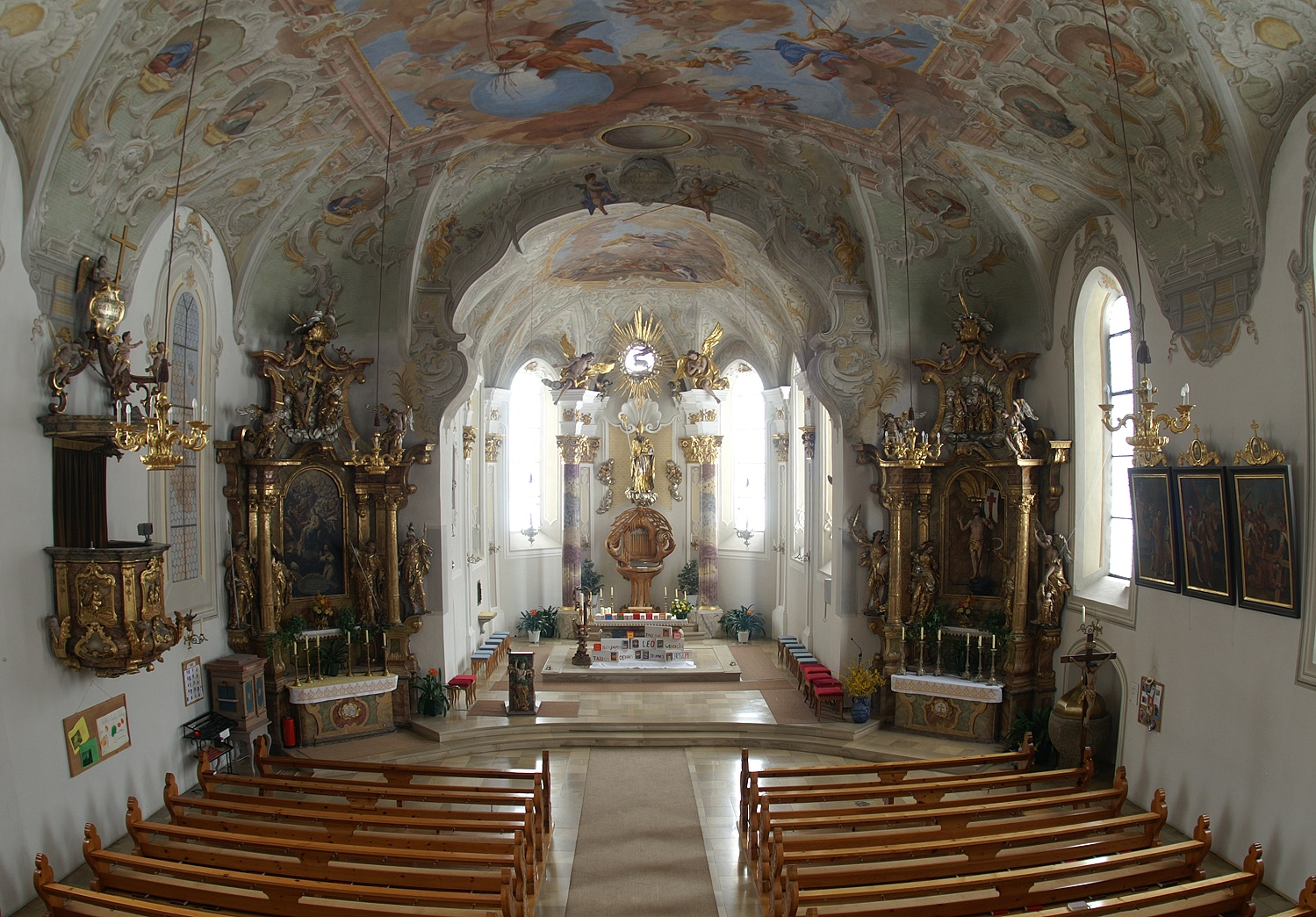
Église paroissiale Saint-Nicolas : la nef et le chœur.